# Chaeridiona angulata
Chaeridiona angulata is een keversoort uit de familie bladkevers (Chrysomelidae). De wetenschappelijke naam van de soort werd in 1932 gepubliceerd door Staines.